# Нахлібник (фільм)
«Нахлі́бник» (рос. «Нахлебник») — радянський художній фільм-спектакль 1953 року, знятий Володимиром Басовим на кіностудії «Мосфільм».

## Сюжет
Фільм-спектакль, драма за однойменною п'єсою І. С. Тургенєва. Після багаторічної відсутності з Петербурга до свого маєтку приїжджає з чоловіком молода поміщиця Єлецька. Молодих зустрічає бідний дворянин Кузовкін (Б. Чирков) — нахлібник у будинку Єлецької. Її чоловік і навколишні поміщики, знудьговані провінційним життям, потішаються над старим, принижуючи його людську гідність. Не витримавши знущань, Кузовкін привселюдно оголошує, що господиня маєтку — його дочка. За наполяганням Єлецького старий залишає будинок своєї дочки.

## У ролях
- Борис Чирков —  Василь Семенович Кузовкін
- Римма Шорохова —  Марія
- Сергій Курилов —  Павло Миколайович Єлецький
- Марія Виноградова —  Васька козачок
- Лідія Драновська —  Ольга Петрівна Єлецька / поміщиця
- Павло Шпрингфельд —  Тропачов
- Сергій Комаров —  Іван Кузьмич Іванов, друг Кузовкіна
- Олександра Денисова —  Парасковія Іванівна, кастелянка
- Георгій Георгіу —  Нарцисов Костянтинович Трембинський, дворецький
- Степан Крилов —  Карпачов, сусід
- Володимир Борискін —  Анпадіст, кравець
- Володимир Уральський —  Єгор
- Микола Граббе —  Петро, лакей
- Ніна Агапова — епізод
- Олена Вольська — епізод
- Муза Крепкогорська — епізод
- Катерина Савінова — епізод
- Ісай Гуров — епізод
- Олександр Суснін — епізод
- Зінаїда Сорочинська — епізод
- Лариса Матвеєнко — епізод

## Знімальна група
- Режисери — Володимир Басов, Мстислав Корчагін, Борис Ліфанов
- Оператори — Костянтин Бровін, Костянтин Петриченко
- Композитор — Михайло Зів
- Художник — Костянтин Єфімов